# L'État sauvage (film)
L'État sauvage is een Franse film van Francis Girod die  uitgebracht werd in 1978.
Het scenario is gebaseerd op de gelijknamige roman van Georges Conchon die in 1964 verscheen en die in datzelfde jaar de Prix Goncourt in de wacht sleepte.

## Verhaal
Oktober 1959, in een niet nader genoemd Afrikaans land dat sinds kort onafhankelijk geworden is maar nog worstelt met dekolonisatieproblemen. In Frankrijk heeft Laurence haar man Avit, een UNESCO-ambtenaar, verlaten. Ze is met Gravenoire naar Afrika verhuisd. Gravenoire is een louche kerel die officieel tweedehandswagens verkoopt maar met duistere praktijken snel rijk geworden is. 
Na een tijd ruilt Laurence Gravenoire in voor de zwarte dokter Patrice Doumbé. Doumbé is een integer en progressief man die ook de minister van volksgezondheid is van de jonge Afrikaanse staat. Zijn integriteit en zijn weigering compromissen te sluiten zijn een doorn in het oog van de andere leden van de regering. 
Wanneer Avit in het land aankomt om er een missie uit te voeren gaan de poppen aan het dansen en komt alles in een stroomversnelling terecht.

## Rolverdeling
| Acteur                   | Personage                                  |
| ------------------------ | ------------------------------------------ |
| Michel Piccoli           | politiecommissaris Orlaville               |
| Marie-Christine Barrault | Laurence                                   |
| Claude Brasseur          | Gravenoire, louche ex-minnaar van Laurence |
| Jacques Dutronc          | UNESCO-ambtenaar Avit Laurençon            |
| Doura Mané               | dokter en minister Patrice Doumbe          |
| Rüdiger Vogler           | Tristan                                    |
| Sidiki Bakaba            | Cornac                                     |
| Philippe Brizard         | Paul                                       |
| Jacques Sereys           | eerste minister                            |